# لباس گورکانیان

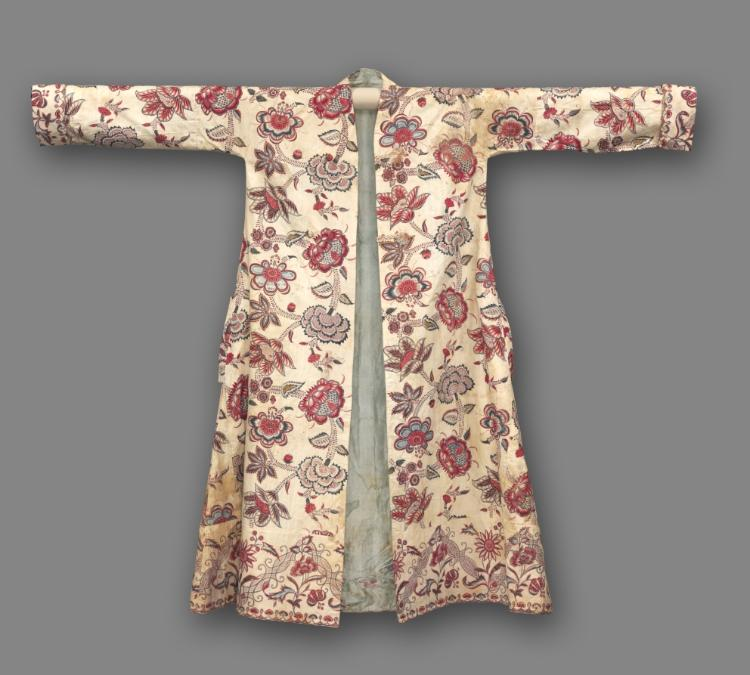
کت صبحگاهی مردانه، هند گورکانی، ۱۷۰۰–۱۷۵۰

لباس گورکانیان یا لباس مُغُلان به لباس‌هایی گفته می‌شود که گورکانیان در قرون ۱۶، ۱۷ و ۱۸ میلادی در سراسر امپراتوری خود به آن پایبند بودند. بسیاری از این نوع البسه در قرن‌های گذشته و پیش از ورود این خاندان به شبه قاره هند، مورد استفاده قرار می‌گرفتند. از ویژگی‌های چنین پوشاکی، سبک‌های مجلل بود و با چیت موصلی، ابریشم، مخمل و زربفت بافته می‌شدند. از نقوش استادانه‌ای شامل نقاط، خطوط و موج‌هایی با رنگ‌های رزانه مختلف از جمله کوشینال، سولفات آهن، سولفات مس و سولفات آنتیموان در نگارگری روی لباس‌ها استفاده می‌شد.
مردان به‌طور سنتی کت بلندی که به نام جامه معروف بود با کمربندی به نام پاتکا می‌پوشیدند و زیرِ جامه از شلوارهای سَبُک «پای‌جامه» (پوشش پا به فارسی هندی که کلمه انگلیسی پیژامه از آن اقتباس شده) استفاده می‌کردند. پاگری (عمامه) برای تکمیل لباس روی سر قرار می‌گرفت. زنان «شلوار»، «چوریدر»، «ذیلجه»، «غاراره» و «فرشی» می‌پوشیدند. آنها جواهرات زیادی از جمله گوشواره، جواهرات بینی، گردنبند، النگو، کمربند و خلخال به سر و دست می‌بستند. از دیگر انواع لباس‌ها می‌توان به روپوش‌های «پیش‌واز» و روپوش «یلک» اشاره کرد.
سبک‌های پاگری عبارت بودند از: «چاؤگوشیه» به صورت چهار گوشه، گنبدی شکل «قبه‌دار»، «کشیتی»، «دوپالی»، «نوکدر» گل‌دوزی شده و «مندیل» مخمل‌دوزی شده. انواع کفش شامل جوتی، کفش، چاروان، سلیم شاهی و خُرد ناو بود که همگی در قسمت جلو خمیده بودند. شهر لاکنو در آن دوران به خاطر کفش‌ها و نخ‌دوزی‌هایش با آغی (زر دوزی) شهرت داشت. عمامه‌های امپراتور مغول معمولاً زیورآلاتی روی خود داشتند. آنها از طلا و جواهرات گرانبها مانند یاقوت، الماس، زمرد و یاقوت کبود ساخته می‌شدند. به هر انگشت نیز یک انگشتر می‌زدند.

## پوشش سر

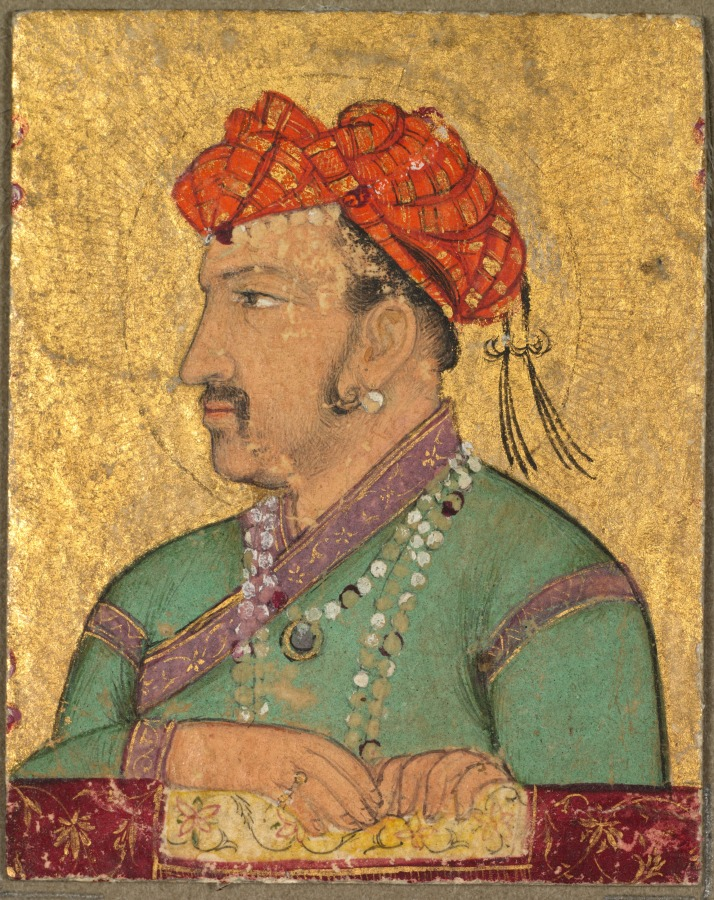
پرتره مینیاتوری جهانگیر، امپراتور هند گورکانی، اوایل دهه ۱۶۰۰ میلادی

در زمان سلطنت اکبر شاه، عمامه معمولی مغول رایج شد که به دلیل نداشتن کلاه، مستقیماً روی سر پیچیده می‌شد و شامل یک دسته محکم در جلو و یک شیب صعودی به سمت عقب بود به طوری که در نزدیکی پشت برآمده می‌شد. یک نوار به نام ساش را روی عمامه می‌پیچیدند تا آن را در جای خود نگه دارد و جنس این نوار متفاوت از جنس عمامه بود.
- نقاشی پرتره مرادبخش (1624–1661), که بالچند کشیده
- دربار اکبرشاه
- نگهبانان دربار شاه جهان

## پوشاک زنانه

### روال زیبایی

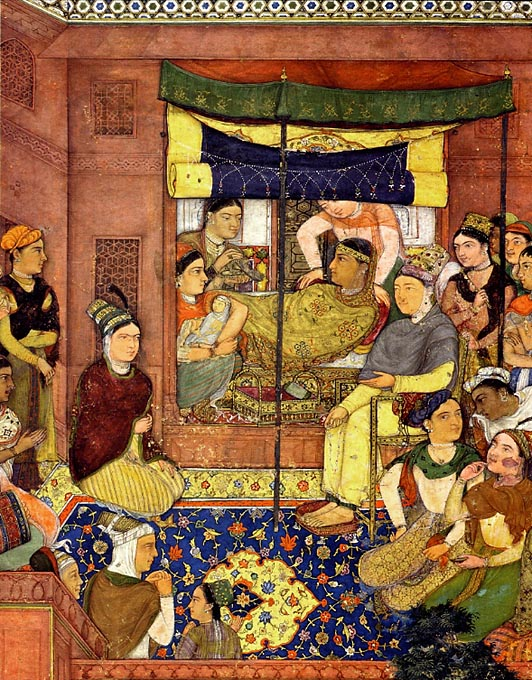
تصویر مریم الزمانی در حال تولد جهانگیر

زنان دربار امپراتوری محافل زیبایی مفصلی را برگزار می‌کردند که شامل شانزده مراسم مشهور بود. ابروها به صورت متقارن قوس دار شده بود، سرمه روی پلک‌ها کشیده می‌شد، دندان‌ها با میسی سفید شدند. نث که روی بینی گذاشته می‌شد و با الماس تزئین شده بود، معمولاً توسط شوهر به عروس هدیه داده می‌شد. از برگ ففل بتل برای قرمز کردن لب‌ها، شیرین کردن نفس و به عنوان بو-زدا استفاده می‌شد. علیرغم هزینه زیاد، شاهزاده خانم‌ها همیشه دست‌ها و پاهایشان را با حنا به رنگ قرمز تزئین می‌کردند، زیرا به عنوان یک راهکار و درمان برای تازه و شاداب ماندن پوست شناخته می‌شد.

### جواهرات
شیوه‌های جواهرسازی در دوره گورکانیان مغُل رونق گرفت که به خوبی از طریق وقایع نگاری‌ها و نقاشی‌ها مستند شده‌است. نقاشی‌های گورکانی از دوران سلطنت اکبر به این هنر قوت تازه ای بخشید و طیفی از طرح‌ها توسعه یافت. گورکانیان تقریباً در تمام زمینه‌های فنی جواهرات رشد داشتند. استفاده از جواهرات بخشی جدایی ناپذیر از سبک زندگی بود، چه پادشاه، چه زن و چه مرد یا حتی اسب شاه از جواهرات برای زینت خود استفاده می‌کردند. زنان به داشتن ۸ مجموعه کامل جواهرات معروف بودند. این زیور آلات محبوب شامل موارد ذیل بود: بازوهای دو اینچی پهنی که بالای آرنج را می‌پوشاند، دستبندها یا مرواریدهایی که در مچ دست قرار می‌گرفتند و به اندازه‌ای روی هم قرار می‌گرفتند که نبض فرد معلوم نباشد، حلقه‌های متعدد به خصوص در انگشت شست راست، رشته‌های مروارید (مثلاً در حد ۱۵ رشته)، نوارهای فلزی یا رشته‌های مروارید در پایین پاها، و زیورآلاتی که در وسط سر به شکل ستاره، خورشید، ماه یا گل آویزان بود.
جواهرات عمامه از امتیازات امپراتور محسوب می‌شد. در طراحی جواهرات عمامه به وضوح می‌توان تأثیرات فرهنگی اروپایی را مشاهده کرد. در جلوی عمامه اکبرشاه یک ستون پر ایستاده و عمودی قرار داشت که شیوهٔ مرسوم ایرانیان بود. جهانگیر سبک خاص خود را با ستونی سنگین از مرواریدهای درشت ایجاد کرد. در زمان اورنگ زیب، این شکل در همه جا فراگیر شد. عمامه‌ها معمولاً به‌شدت با جواهرات ست می‌شدند و با ست کلنگی یا ایگرت گره می‌خوردند، که از نظر سبکی شبیه به لباس سلاطین عثمانی است. برخی از زیورآلات سر محبوبی که مردان می‌پوشیدند عبارت بودند از جیغا و سرپاتی، سرپیچ، کلگی، موکوت، توره و کَلَنگی. زنان هم خود را با انواع زیور آلات سر مانند بیندولی، کتبیلادر، سکرا، سیفول، تیکا و جهومر می‌آراستند. علاوه بر اینها، زیورآلات قیطانی بخش مهمی از زیورهای سر زنان را تشکیل می‌داد.
تزیینات گوش نیز در عهد گورکانی بسیار محبوب شد. نقاشی‌های گورکانیان اغلب گوشواره به گوش افراد نشان می‌دهد. هم مردان و هم زنان زیورهای گوش را به خود می‌آراستند. مور بهانوار، بالی، جومکاس، کانفول و پیپال پاترا یا پتی پاپ از گوشواره‌های شناخته شده این دوره هستند.
گردنی‌ها از انواع مروارید و سنگ‌های قیمتی مورد استفاده مردان و زنان بود. برخی از گردنبندهای مردانه شامل لاتکان، گردنبند آمالا و همچنین مالا بودند. زیورهای گردن بخش مهمی از جواهرات زنان را نیز تشکیل می‌داد و شامل گلوبند، هانس، حَر و حَصولی می‌شد.
تزئینات بینی فقط توسط زنان استفاده می‌شد. انواع تزیینات بینی که زنان در زمان گورکانی می‌پوشیدند عبارت بودند از: فول، بِسر، لانگ، بالو، نث و فولی.
- دستبند
- آویز
- حلقه

### تن‌پوش

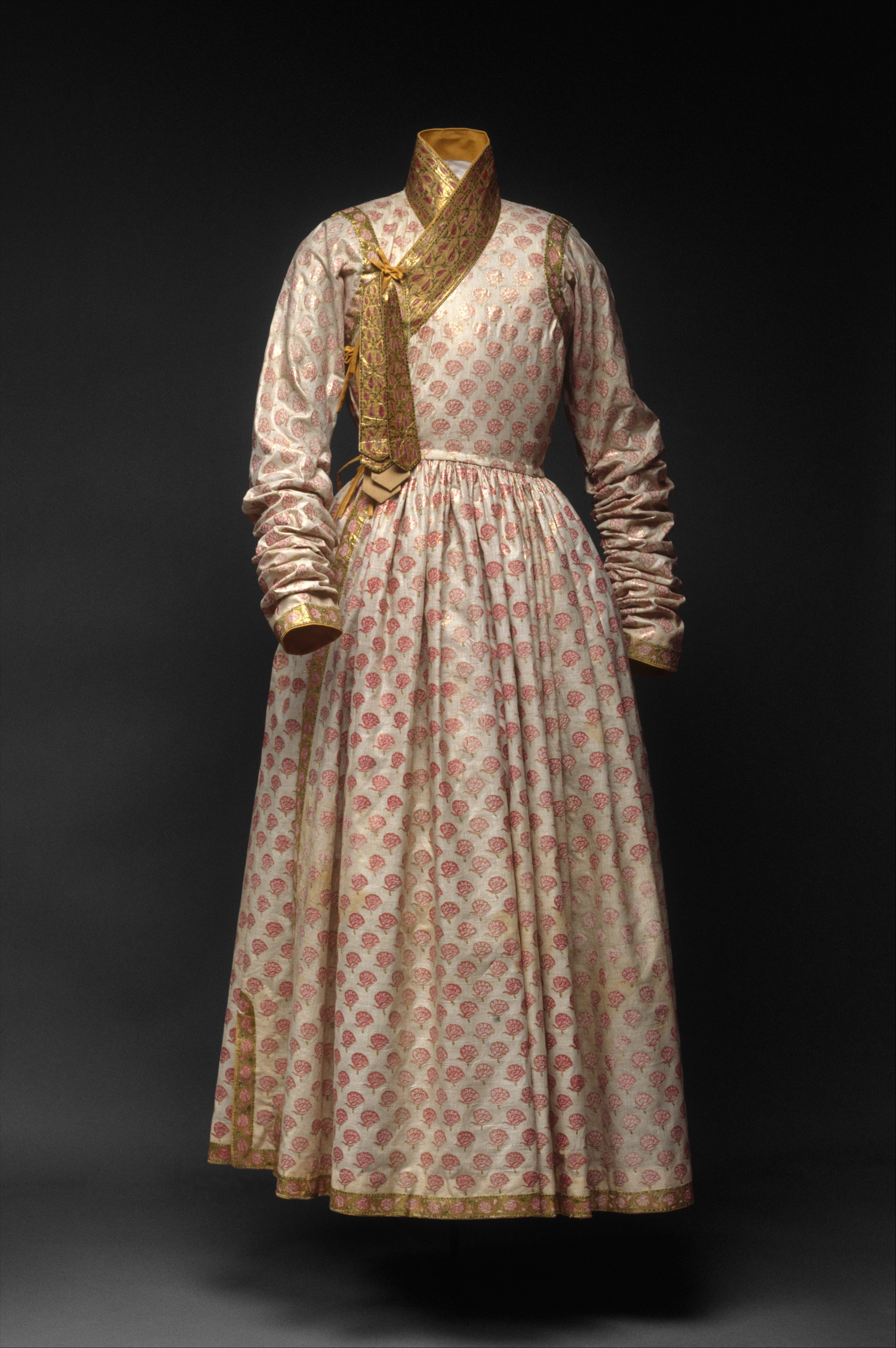
تن‌پوش مردان گورکانی در موزه متروپلیتن نیویورک

به دلیل انزوای نسبی زنان در دربار، به دلیل پرده‌نشینی، پوشاک زنانه در اوایل دوران شاهنشاهی به پوشش سنتی خراسان و ایران مقید بود. با گذشت زمان، روابط اجتماعی و دیپلماتیک بین سلسله گورکانی و بقیه هند (به ویژه راجپوتانا) منجر به تبادل فرهنگی بیشتر در حوزه لباس شد. زنان نجیب‌زاده در دربار بابر یا همایون شلوارهای گشاد، رنگ شده یا راه‌راه به تن می‌کردند. بالاتنه آنها با لباسهای گشاد پوشیده شده بود که در گردن یا با یقه‌های V شکل بسته می‌شد. سایر اجناس لباس عبارت بودند از یالِک: یک جلیقه محکم چسبیده به طول تقریباً کف، در جلو دکمه دار، با سینه برجسته که در هر دو نوع آستین کوتاه و بلند آن وجود داشت.
با باز شدن راه شاهزاده خانم‌های راجپوت به دربار سلطنت اکبر، لباس هندوها بر دربار تأثیر گذاشت. همسران دیگر درباریان بدون توجه به مذهب متفاوت خود، شروع به پوشیدن لباس‌های مشابه کردند. اغلب خانم‌ها چند لایه لباس می‌پوشیدند، با اندامی تنگ که فقط تا بالای ناف کشیده بود. پیشواز که مدتی به عنوان لباس مردانه مد بود و بعداً توسط زنان پذیرفته شد، به بالاپوش زنان اضافه شد. طول لاس زنانه تا زانو یا پایین‌تر می‌رسید، کمر محکم بسته می‌شد و یقه به شکل "V" بود. دهانه جلوی پیشواز با طلا تزئین شده بود. پوشش پایین‌تنه با شلوارهای تنگ (تنبان یا ایزار) یا با لا هنگو پوشانده می‌شد که خود مانند یک لُنگی در انتهای آن با نواری دوخته شده به سمت بالا می‌رفت. زنان مسلمان به سبک شلوار و زنان هندو به دامن علاقه داشتند. در هر دو سبک، بندهای کِشی با مروارید و جواهرات تزئین می‌شدند.
فقط گران‌ترین لباس‌های پنبه ای، ابریشمی یا پشمی توسط درباریان استفاده می‌شد. در اتاقی که به زنانه موسوم بود، در طول روز زنان چند بار لباس عوض می‌کردند و هر لباسی را غالباً یک بار بیشتر نمی‌پوشیدند و بعد به کس دیگری می‌دادند. خود لباس‌ها بسیار نازک بودند و وزن هر کدام کمتر از یک اونس بود، توری طلایی به آن اضافه شده بود و «پارچه موصلی آنقدر ظریف بود که تقریباً زیر آن دیده می‌دید». دلیل این ادعا ممکن است نقاشی‌های مینیاتوری گورکانیان باشد که سینه‌های زنان را در تصویر نشان می‌دهند. سر را با پارچه‌های طلا یا عمامه‌هایی با پر می‌پوشاندند. لباس‌های بلند (قبا) یا شال کشمیری در هوای سرد استفاده می‌شد. جامه‌ور همانند کت و شلواری پشمی با گلدوزی بود که با پشم یا ابریشم در هم تنیده بود و در سرما استفاده می‌شد. کفش‌های طرح‌دار و جواهرنشان، با نوک‌های پیچ‌دار به سمت بالا و نوک‌تیز و پاشنه‌هایی فرسوده مد بودند.